# Fortunato Depero

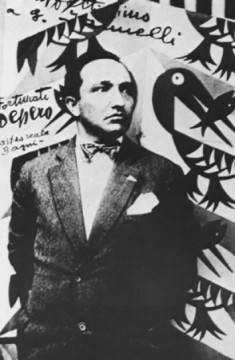
Fortunato Depero

Fortunato Depero (Fondo, 30 de marzo de 1892-Rovereto, 29 de noviembre de 1960) fue un pintor, escultor, diseñador, ilustrador, escenógrafo y publicitario italiano. Fue uno de los firmantes del manifiesto de la Aeropintura y uno de los miembros más prominentes del Futurismo italiano.

## Infancia y juventud
Hijo de Lorenzo Depero y Virginia Turri, procedentes ambos del pueblo de Vigo di Ton, entonces perteneciente al Imperio austrohúngaro La familia Depero, cuando su hijo era aún muy joven, se trasladó a Rovereto, donde estudió en la Realschule (Scuola Reale Elisabettina), una escuela de arte donde coincidieron varios jóvenes que tendrán gran importancia en el desarrollo artístico italiano del siglo XX. En Rovereto, bajo dominio austriaco, había movimientos irredentistas que defendían la anexión a Italia. 
En 1908 intentó inscribirse en la Academia de Bellas Artes de Viena, pero fue rechazado En 1910 se trasladó a Turín, donde trabajó como decorador en la Exposición Universal. A su regreso a Rovereto, trabajó con un marmolista y se ocupó de confeccionar lápidas fúnebres. Depero sintió entonces gran atracción por la escultura, algo que desarrollará en su obra futura, y también le influirá en su concepción de la pintura, a la que dotó de valores volumétricos. En los comienzos de su carrera, Depero se presentaba como escultor y no como pintor.

## Primeras exposiciones
Organizó dos exposiciones (1911 y 1913) en la librería Giovannini. En 1913 publicó su primer libro, Spezzature-Impressioni: Segni e ritmi, donde reunió poesías y pensamientos, junto a varias ilustraciones suyas. En diciembre de 1913 vio una exposición de Umberto Boccioni en Roma que le impresionó vivamente. Conoció entonces personalmente a dos figuras a las que ya admiraba mucho, Giacomo Balla y Filippo Tommaso Marinetti.
Gracias al galerista Sprovieri expuso en Roma, en la Esposizione Libera Futurista Internazionale, en la primavera de 1914, en la que participaban artistas muy prestigiosos.

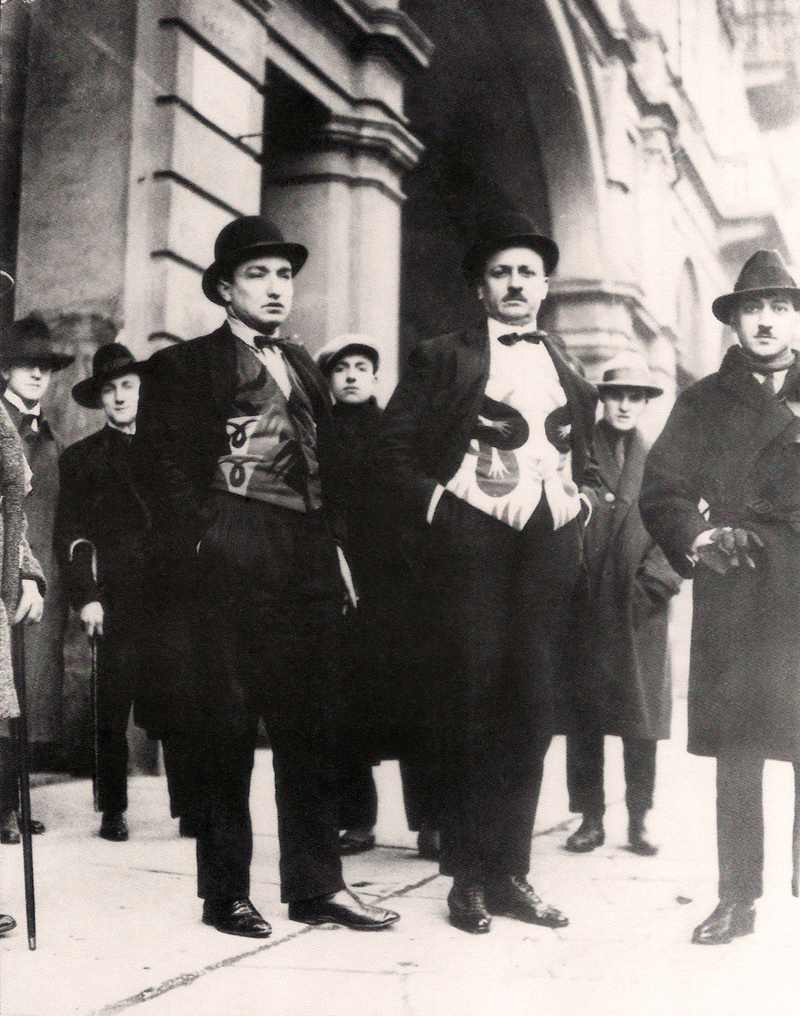
Depero, Marinetti y Cangiullo con chalecos futuristas, 14 de enero de 1924, cuando actuó en Turín la Compagnia del Nuovo Teatro Futurista.

## Adscripción al Futurismo
Luego regresó al Trentino para exponer en Trento, pero allí le sorprende la noticia del comienzo de la Primera Guerra Mundial, por lo que decidió trasladarse a Roma. Fue alumno de Giacomo Balla y formó parte del primer grupo futurista. En 1915, junto a Balla, escribió un manifiesto que tuvo gran trascendencia: Reconstrucción futurista del universo. En él Balla y Depero se autoproclamaron astractistas futuristas y alabaron un universo alegre, coloridísimo y luminosísimo. Sin embargo, la adhesión de Depero al Futurismo no fue incondicional y, por ejemplo, desde el principio tuvo una posición crítica con Boccioni y sus propósito de «rehacer la historia». Estuvo más próximo a las concepciones de su maestro Balla, al que consideraba el pionero de una búsqueda profunda de la génesis y la estructura funcional de la forma artística. Depero seguirá con tan investigación de manera discreta dentro del grupo futurista. Reflexionó sobre la relación entre el Futurismo y otras corrientes artísticas, especialmente con el Dadaísmo de Marcel Duchamp.
Se tiende a definir a Depero como un pintor del Segundo Futurismo, término difundido por el crítico e historiador del arte Enrico Crispolti a finales de la década de 1950. Para Crispolti, el Primer Futurismo era el Futurismo heróico de los primeros momentos, el desarrollado por los primeros artistas entre 1909 y 1916, mientras que el Segundo Futurismo fue el posterior, al que perteneció Depero. Esta cesura se hacía más evidente por la muerte, durante la Primera Guerra Mundial, de algunos representantes señeros del núcleo inicial futurista, como Umberto Boccioni, Antonio Sant'Elia y Carlo Erba. En realidad, esta división ha sido usada por muchos críticos e historiadores para hacer una contraposición más ideológica que estilística: al Primer Futurismo pertenecerían artistas de ideología anarquista y socialista, mientras que los segundos serían fascistas o filofascistas.
Aparte, hubo también diferencias en su concepción del Futurismo que se evidencian en sus respectivos manifiestos: los primeros futuristas se proponían llevar el arte a la vida (para lo que organizaron espectáculos que llamaron veladas futuristas en las que leínan sus manifiestos y pertendían rescatarlo de su cautiverio dentro de galerías y museos, pero se limitaron a crear obras pictóricas y escultóricas. El Segundo Futurismo, sin embargo, a partir de la Reconstrucción futurista del universo propugnada por Balla e Depero, llevaron sus ideas verdaderamente a la vida cotidiana de la gente, a través del diseño publicitario, la decoración, la moda, la escenografía teatral, la arquitectura o el arte postal.
En 1915 Depero participó en movimientos irredentistas y marchó al frente de guerra, pero enfermó y debió regresar. Depero reflejó esta experiencia en algunos dibujos de tema bélico, entre ellos Il mitragliere.

## Teatro de vanguardia y las Casas de Arte futuristas
Depero preparó una exposición en 1916. Sus obras, aunque tenían gran influencia de Giacomo Balla, daban mayor importancia a la expresividad plástica. En  1916 Umberto Boccioni escribió sobre Depero en la revista Gli Avvenimenti.
Comenzó también a componer canciones de ruidos (rumoriste) e inventó lo que llamó onomalingua (mezcla de onomatopeya y lengua), que definió como verbalización abstracta. Se trataba de un lenguaje poético, ligado al uso de onomatopeyas y pensado para su uso escénico. En 1927 organizará las líricas radiofónicas en las que utilizaba, con efectos jocosos, insertos de tales composiciones onomatopéyicas.
Conoció a Serguéi Diáguilev, empresario de los Ballets Rusos, quien visitó su estudio junto al pintor vanguardista Mijaíl Lariónov y el coreógrafo y bailaríin Léonide Massine. Diáguilev le encargó los decorados y trajes de El canto del ruiseñor de Ígor Stravinski. Sin embargo, Depero no llegó a realizar este encargo porque estaba ocupado en ayudar a Pablo Picasso en la realización de los trajes de Parade, ballet de Erik Satie.
En 1917 conoció al poeta suizo Gilbert Clavel, con quien tuvo una estrecha relación amistosa y laboral. Ilustró su libro Un istituto per suicidi con dibujos medio futuristas, medio expresionistas. Junto a Clavel fundó el Teatro Plástico, un espectáculo con marionetas. Su obra Bailes plásticos (Balli plastici), con música y marionestas gigantes, se estrenó en el Teatro dei Piccoli de Roma el 15 de abril de 1918. Era una obra vanguardista, tanto por la innovación de eliminar a los actores y bailarines como por la música, con composiciones de Béla Bartók, Gian Francesco Malipiero, Alfredo Casella y otros.
En Capri creó sus primeros tapices futuristas, primer ejemplo de aplicación en otras artes de sus invenciones teatrales. Sus autómatas y marionetas llegarán a ser un motivo recurrente de sus tapices y pinturas, hasta el punto de convertirse en rasgos distintivos del estilo de Depero.
Tras esta experiencia teatral, Depero no volverá a la vía experimental seguida por Balla y cambiará su perspectiva sobre las propuestas defendidas en la Reconstrucción futurista del universo, donde se propugnaba la superación de la pintura y la escultura para rediseñar y volver a plasmar de manera futurista todos los ámbitos del vivir humano. Para Depero, que era una persona pragmática, este programa sólo se podría llevar a cabo si se tenían en cuenta las posibilidades reales del mercado. No era posible tal Reconstrucción si se permanecía en el mismo sistema de galerías y museos o si se limitaban a hacer ejercicios meramente experimentales. Para llevar la idea futurista a la vida cotidiana de las personas era necesario servirse de las artes aplicadas. A partir de esta convicción, a partir de 1918 nacieron en Italia las llamadas Casas de Arte futuristas. En Roma, las de Roberto Melli, Enrico Prampolini, Anton Giulio Bragaglia y su hermano Carlo Ludovico; en Bolonia, la de Tato; en Palermo la de Pippo Rizzo y en Rovereto la de Depero, que fundó en 1919, fecha más tardía que las otras Casas de Arte, a causa de los compromisos que habían tenido comporometido al artista. La ciudad de Rovereto había sufrido mucho durante la guerra y estaba casi destruida. En Rovereto creará carteles, mobiliario y otros objetos que le sirvieron para acondicionar y decorar la casa moderna. Los diseños de Depero se caracterizaban por su utilidad, a diferencia de muchos objetos de otras casas de arte futurista, llenas de objetos de estética vanguardista pero inutilizables.
Antes de regresar a Rovereto, Depero había pasado una temporada en Viareggio en 1918. En 1919 expuso en la Galleria Moretti de Milán (1919), en la que Marinetti reunió lo mejor del Futurismo de la posguerra para intentar relanzar el movimiento.
También en esta época pintó cuadros de atmósfera metafísica que revelan, una vez más, que Depero era más fiel a los ideales del futurismo que al estilo del movimiento.

## Década de 1920 y publicidad

El motociclista (1923)

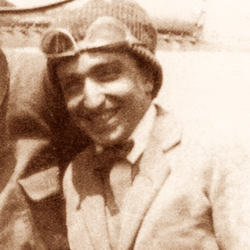
Fortunato Depero en 1922, con ocasión del lanzamiento de octavillas para publicitar su exposición turinesa. Pese a este vuelo publicitario (y a diferencia de sus compañeros futuristas), Depero no sentía ningún interés por los aeroplanos

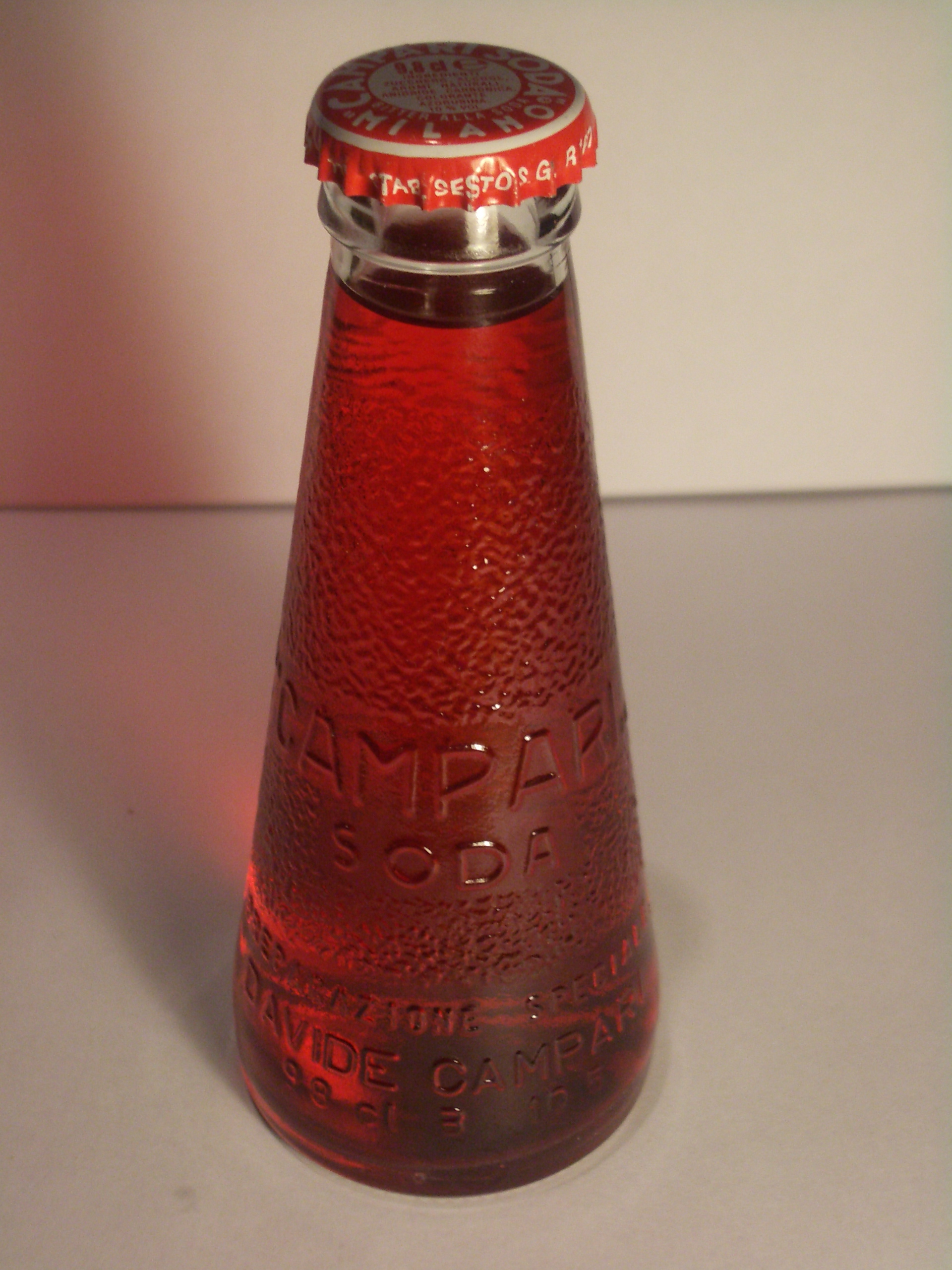
Botella de Campari diseñada por Depero en 1932

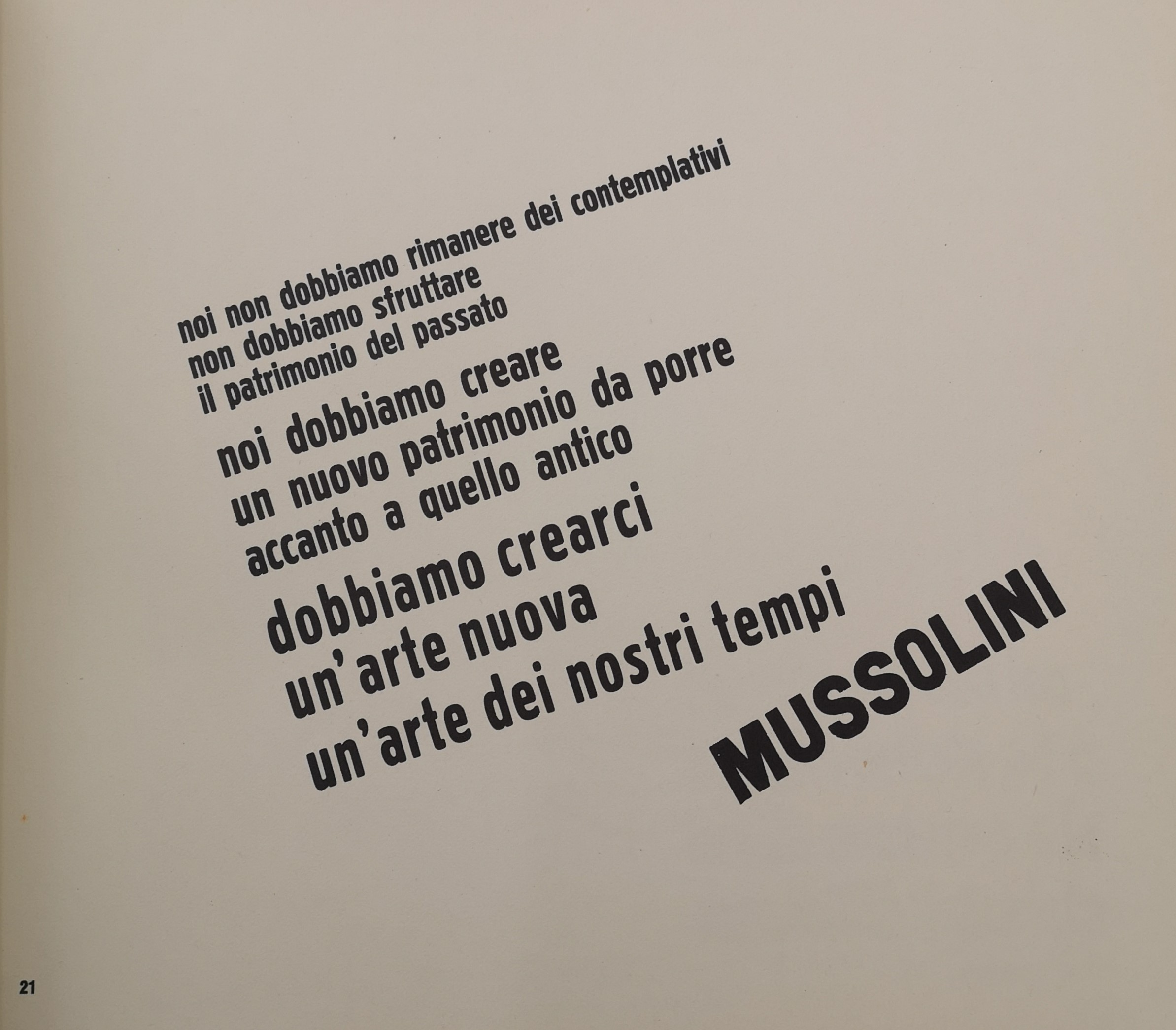
Cita de Benito Mussolini (en aquel momento entonces presidente del Consejo de Ministros Reales de Italia) en el Libro imbullonato publicado por Depero en 1927

En 1920 Depero recibe encargos importantes de Umberto Notari, director del periódico milanés L'Ambrosiano y de la agencia de publicidad Le 3 I, para quien hizo una serie de carteles y dos grandes tapices.
En 1921 se le dedicó una exposición individual en Milán que después también se expuso en Roma, ciudad en la que Depero se encargará de la decoración del Cabaret del Diavolo. En 1922 usó por primera vez el lanzamiento de octavillas publicitarias desde un avión para promocionar una exposición suya en el Winter Club de Turín, para lo que se sirvió de la avioneta de su amigo el también pintor y cartelista futurista Fedele Azari.
En 1923 participó en la I Bienal de Artes Decorativas del ISIA (Instituto Superior para las Industrias Artísticas) de Monza.
También en 1923, en Rovereto se celebraron dos actos futuristas y con este motivo se redecoró por entero la Casa de Arte. El resultado apareció en un reportaje de la revista Rovente futurista (n.º 7-8, mayo de 1923).
En 1924 puso en escena en Milán el «ballet mecánico» Anihccam del 3000, que también se representó en veinte ciudades más italianas. En esta época diseñó y confeccionó los famosos «chalecos futuristas», que vistieron los principales exponentes del movimiento..
También en 1924 contribuyó con tres pinturas futuristas al catálogo publicitario del empresario Giuseppe Verzocchi, cuya empresa Verzocchi & De Romano se dedicaba a la elaboración de ladrillos refractarios (tema que debía aparecer en todas las obras artísticas encargadas). El catálogo se tituló Veni vd vici y reunió a importantes artistas futuristas y modernistas. Por su originalidad, la alta calidad con la que se editó y su ambición, se considera un hito pionero en la historia de la mercadotecnia.
En 1925 participó con Balla y Prampolini en la Exposición Internacional de Artes Decorativas e Industrias Modernas de París, que dedicó una sala entera al Futurismo. Esta exposición fue muy importante para Depero porque tuvo la oportunidad de hacer muchos contactos y de conseguir exposiciones en Estados Unidos. Así, tras París, expuso en Nueva York (donde fue huésped por un breve tiempo del pintor italiano Lucillo Grassi), en Boston y en  Chicago. Expuso también en la Bienal de Venecia de 1926, en la que participó con su pintura Squisito al selz dedicada al comendador Davide Campari y que será su primera colaboración con la empresa de licores Campari.
1927 fue un año crucial para Depero. Gracias al apoyo de usu amigo, el editor Fedele Azari (Dinamo-Azari) de Milán, realizó la monografía Depero futurista 1913–1927,  conocida también con el nombre de Libro imbullonato (Libro atornillado). Se trata de una publicación comercial que, al tiempo, era también un libro de artista que tenía el objetivo de promover, documentar y reivindicar el trabajo de Depero, al tiempo que mostraba su trabajo durante un periodo muy concreto de tiempo (entre los años 1913 y 1927) con el objetivo de encontrar clientes particulares o agencias publicitarias que le hicieran encargos. El volumen fue impreso por la Tipografia Mercurio de Rovereto en una imprenta de tipos móviles, bajo la supervisión personal de Depero. El libro contiene citas muy variadas (entre otros autores, de Benito Mussolini, entonces presidente del Consejo de Ministros Reales de Italia) dispuestas de un modo muy insólito para la época, con un diseño de marcado aire experimental. Además, se usó diferentes tipos de papel en la confección del libro, muy variados en gramajes y colores. Para mantener unidas las páginas del volumen se usaron dos pernos. 
Depero participó en la III Bienal de Monza, exposición internacional dedicada a las artes decorativas, con obras que se mostraron en el Pabellón Tipográfico (también conocido como Pabellón del Libro), aportadas por los editores Bestetti-Tumminelli y Treves. También estuvo representado en la Cuatrienal de Turín, en una exposición de futuristas en Milán Quadriennale di Turín y tuvo una exposición individual en Mesina.
Entre 1924 y 1928 Depero recibió encargos de muchas empresas, entre otras la licorera Alberti (que produce la bebida Strega), Schering (Veramon), Bernocchi y Campari, para la que ya había trabajado anteriormente y con la que tuvo una estrecha relación laboral y para la que realizó decenas de propuestas publicitarias. El mundo de la publicidad estaba bien considerado entre los artistas futuristas y la consideraban el «nuevo arte del mundo moderno», y de todos ellos fue Depero quien trabajó en ella con mayor asiduidad y fue el cartelista publicitario más importante del Futurismo.
Años después, resumió sus ideas sobre este particular en el Manifesto del arte publicitario.

## De Rovereto a Nueva York
En 1928, animado por el éxito que otros artistas habían tenido en la ciudad Depero se instala en Nueva York con su mujer Rosetta. Hospedados en casa de un amigo, se esfuerza por conseguir una buena clientela. Trató de implantar en Estados Unidos la idea de la Casa de Arte futurista de Rovereto, a la que dio el nombre de Depero's Futurist House. Organizó exposiciones de pintura, se dedicó a la publicidad, proyectó la decoración de restaurantes, creó escenografías para el teatro y diseñó portadas de revistas. Toda su actividad profesional estaba acorde con el Manifiesto para la reconstrucción futurista del universo.
A principios de 1929, año de la Gran Depresión, Depero tuvo su primera exposición individual de pintura en la Guarino Gallery of Contemporary Italian Art. El catálogo estaba diseñado con los criterios entonces vigentes en la vanguardia: el texto aparecía sin puntuación, usando solo letras minúsculas. Sin embargo, sus trabajos mejor remunerados fueron los que hizo para el teatro y, sobre todo, en la publicidad.
Depero se reencontró en Nueva York con su viejo amigo Massine, quien le presentó al director artístico del Roxy Theatre, Leon Leonidoff, quien le encargará diversos trabajos para el teatro. Depero también diseñó las portadas de revistas importantes, como Vanity Fair, Vogue, Sparks, The New Auto Atlas, The New Yorker, Dance Magazine y Movie Makers. También diseñó anuncios de empresas como los grandes almacenes Macy's.
También proyectó la reestructuración de dos restaurantes: Enrico & Paglieri y Zucca.
En octubre de  1929 hizo una exposición de trabajos publicitarios en el Advertising Club, lo que le sirvió para que una de las principales agencias publicitarias del mundo, la BBDO, lo contratara para una campaña de la American Lead Pencil Company. Desde el punto de vista artístico, mantuvo continuidad con el estilo que había desarrollado anteriormente en Italia. Los personajes que aparecen en sus obras suelen ser marionetas que evocan el mundo teatral. La composición gráfica de las páginas muestra predilección por las diagonales, que confieren gran dinamismo al diseño. La figura geométrica por excelencia de sus trabajos es el paralelepípedo. Usa grandes contrastes de luces y colores y refuerza el bitonalismo con la yuxtaposición del blanco, el negro y el rojo. Lo plástico se antepone a la claridad en la parte escrita, en consonancia también con los usos del constructivismo ruso.Depero no fue un gran innovador del diseño gráfico, como sí lo fue, por ejemplo, Cassandre, pero su fuerte personalidad y su iconografía personal influyeron mucho en los publicitarios posteriores. A diferencia, además, de otros compatriotas suyos, que no abandonaron Italia, su etapa norteamericana sirvió para internacionalizar su estética y su trabajo.

## Durante el Fascismo
Estados Unidos estaba en plena crisis económica cuando Fortunato Depero regresó a Italia en 1930. Expuso con el grupo futurista en la I Cuatrienal Nacional de Arte de Roma. En aquel momento el Futurismo se orientaba hacia una nueva estética que se denominó Aeropintura (Aeropittura en italiano), con la que Depero no se sentía satisfecho, si bien había firmado el manifiesto propuesto por Marinetti, más por fidelidad a su grupo de amigos signatarios (Balla, Benedetta Capa y otros) que por convicción. Depero no sentía ninguna fascinación por los aeroplanos ni por las nubes, y si el 1922 voló con Azari fue por motivos publicitarios (para promocionar una exposición en el Winter Club de Turín) y no por gusto. Además, sentía que al haber estado en Nueva York ya había alcanzado una perspectiva sobre el mundo más elevada que la que conseguían los futuristas con sus aeroplanos. Él había estado en lo alto de los rascacielos y ya había tenido esas experiencias que ahora buscaban sus compañeros de movimiento artístico. A diferencia de ellos, y un tanto desilusionado con el curso del Futurismo, Depero volvió su mirada hacia la naturaleza. Este cambio de intereses se manifestó tanto en lo estilístico como en los temas de sus obras: poco a poco va abandonando los colores cálidos y las composiciones diagonales para ir prefiriendo los tonos fríos y las estructuras más estables. También desaparecen marionetas y duendes y recurre a motivos y personajes del folclore italiano.
En los primeros años de la década de 1930 Depero trabajó para varios periódicos, como L'Illustrazione Italiana, Il Secolo Illustrato y Lo Sera.
En 1931 publicó el Manifesto del arte publicitario futurista, que ya había comenzado a esbozar en Nueva York en 1929. Para Depero, la imagen publicitaria debía de ser velóz, sintética, fascinadora, con grandes manchas de color a tinta plana para aumentar el dinamismo de la comunicación.
En 1932 expuso primero en una sala dedicada por entero a él en la XVIII Bienal de Venecia, y después en la V Trienal de Milán. En Rovereto publicó en 1933 una revista titulada Dinamo Futurista de la que saldrán solamente cinco números. En 1934 organizará las Líricas radiofónicas ( Liriche radiofoniche), que declamará también en la EIAR (Ente Italiano per le Audizioni Radiofoniche, emisora pública de entonces, precedente de la RAI). En 1934 participó en la Exposición de Plástica Mural de Génova y en 1936, de nuevo, en la Bienal de Venecia.
Después de estas actitividades siempre vuelve a su retiro en  el Trentino, donde cada vez pasa más tiempo. Su participación en las actividades oficiales del aerofuturismo se van haciendo más esporádicas, y poco a poco se va apartando del movimiento, aunque al tiempo se va convirtiendo también en una figura muy respetada y admirada por los miembros más jóvenes, que acuden a visitarlo a Rovereto para homenajearlo y para intentar implicarlo en alguna iniciativa nueva.
Este creciente aislamiento profesional le irá alejando de una de sus principales fuentes de ingresos: la publicidad que, por otra parte, en aquellos años se iba alejando también de los coloridos diseños de Depero. Los principales clientes del artista seguían siendo empresas, secretarías de partido, grandes hoteles, las administraciones públicas y las industrias locales, que le solicitaban, sobre todo, encargos propagandísticos, didácticos y decorativos.
Hacia la segunda mitad de la década de 1930, a causa de las medidas restricctivas que se impusieron en Italia por la política de autarquía económica, Depero participó en el relanzamiento del buxus, un material económico hecho con celulosa ideado y patentado por Giacomo Bosso y su hijo Valentino. El buxus que sustituía a la madera en contrachapados. Depero lo usó abundantemente en toda una serie de objetos de animaron su vena creativa.
En 1940 publicó su Autobiografía. En 1942 realizó un gran mosaico para el E42 (nombre con el que entonces fue conocida la Exposición Universal de Roma. En 1943 publicó A Passo Romano, libro exaltatorio de las ideas y de la estética del régimen fascista italiano, del que recibió importantes encargos laborales. Durante la Segunda Guerra Mundial, al sufrir Rovereto bombardeos aéreos de las tropas aliadas, Depero se refugió en el pueblo montañés de Serrada, en el munincipio de Folgaria (Trengo) y cerró definitivamente la Casa de Arte futurista de Rovereto.

## Postguerra y década de 1960
Terminada la guerra, Depero intentó justificar su apoyo al régimen fascista afirmando que pensaba, al igual que los otros futuristas, que el Fascismo ayudaría a implantar sus ideales artísticos y que su apoyo se debía también a la necesidad de comer. En 1947, en parte apoyado por la empresa Cartiere Bosso, trató de encontrar clientes en los Estados Unidos, pero la situación había cambiado por completo y se encontró con una actitud abiertamente hostil al Futurismo, que se consideraba el arte del Fascismo. Regresó a Italia en 1949, desilusionado, ya en la sesentena, pero todavía decidido a continuar activo. Participó primero en una exposición en Milán y después en otra en Venecia.
En la década de 1950 Depero aportó dos obras a la colección del empresario Giuseppe Verzocchi: un autorretrato y la obra Torno y telar (en italiano: Tornio e telaio). Verzocchi se propuso reunir obras artísticas que trataran sobre el mundo del trabajo y encargó a más de 60 pintores italianos un autorretrato y un cuadro, que en todos los casos debía de tener las mismas medidas (70 por 100 cm). Entre los pintores que aceptaron el encargo, además de Depero, están Giorgio De Chirico, Renato Guttuso, Felice Casorati, Carlo Carrà y Emilio Vedova. Actualmente la colección se exhibe en la Pinacoteca Cívica de Forlì.
En 1951 publicó un manifiesto sobre el Arte Nuclear. Entre 1953 y 1956 reformó, amuebló y decoró la sala del Consejo de la provincia autónoma de Trento. En 1955 polemizó con la Bienal de Venecia con su texto Antibienal (Antibiennale en italiano). Acusó a la Bienal de marginarlo a él y a todo el movimiento del Futurismo tras la muerte de Boccioni en el año 1916.
En 1957 empezó a organizar en Rovereto la Galería Museo Depero, dedicada a sus obras. Se inauguró dos años después, en 1959. Un año después, Depero murió en Rovereto, el 29 de noviembre de 1960.

## Homenajes póstumos
En 1965 la IX Cuatrienal de Roma le dedicó una exposición retrospectiva. A partir de principios de la década de 1970 comenzó su rehabilitación artística, no solo de su figura sino de todo el llamado segundo Futurismo, que por sus connnotaciones filofascistas había sido desdeñado respecto a la primera etapa del Futurismo.
En 2009, tras permanecer cerrada por labores de restauración (de las que se encargó el arquitecto Renato Rizzi) el Museo Depero reabrió, dedicada ahora a sede del Mart (Museo de Arte Moderno y Contemporáneo de Trento y Rovereto). Entre sus fondos se encuentran varias obras importantes del propio Depero. El propio archivo personal del artista, constituido por escritos autógrafos, correspondencia, esbozos, fotografías y recortes de prensa, está depositado en el Mart, en el llamado Archivio del '900 (Archivo del siglo XX).